# Castillo de San Miguel (Garachico)

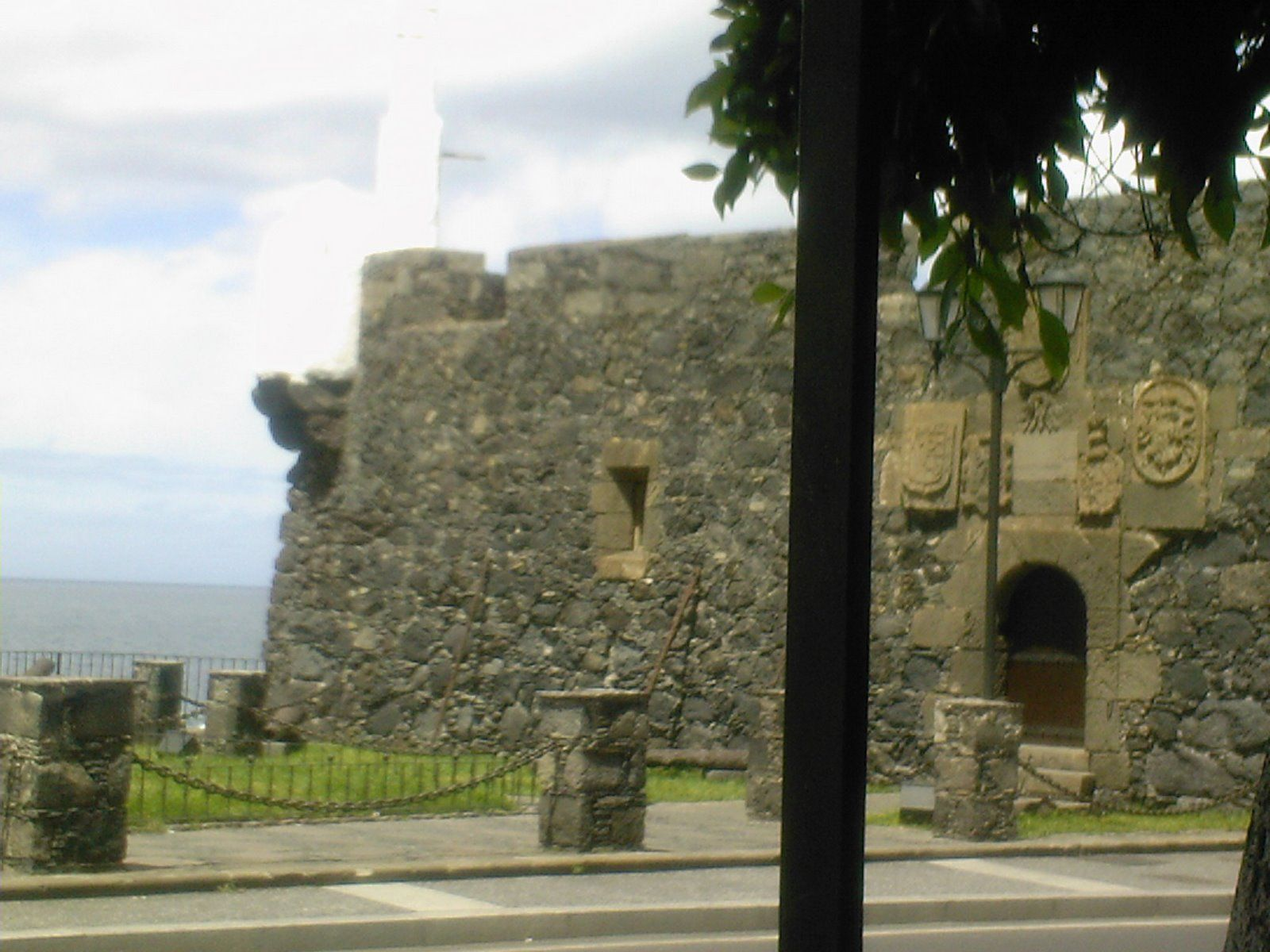
Castillo de San Miguel

O Castillo de San Miguel era uma fortaleza localizada na Garachico (Ilhas Canárias, Espanha).
Foi construído entre 1575 e 1577 por ordem de Filipe II, a sua missão era proteger Garachico, que era então a capital de Tenerife. Seu pequeno tamanho é proporcional ao que protegia a cidade. A baía estava cheia sua entrada guardada por uma erupção vulcânica, terminando a importância da cidade e fazendo força inútil. Para aumentar o número de peças disponíveis, sabe-se que, na base do castelo havia uma plataforma, possivelmente protegida por fortificações menores para artilharia disparo. O perímetro da cidade também foi fortalecido.